# Villers-Sire-Nicole Communal Cemetery
Villers-Sire-Nicole Communal Cemetery is een Britse militaire begraafplaats gelegen in de Franse plaats Villers-Sire-Nicole (Noorderdepartement). De begraafplaats wordt onderhouden door de Commonwealth War Graves Commission.
De begraafplaats telt een Brits graf uit de Eerste Wereldoorlog.